# Rainbow Tours
Rainbow Tours SA (nazwa handlowa: Rainbow) – jeden z największych polskich touroperatorów, działający od 1990, z siedzibą w Łodzi. Spółka notowana na Giełdzie Papierów Wartościowych od 2007 roku. Właściciel biur podróży Rainbow oraz sieci hoteli White Olive. Oferuje wczasy i wycieczki objazdowe w ponad 100 miejscach na całym świecie, zarówno w sezonie letnim, jak i zimą. Rocznie organizuje wakacje ponad 630 tys. turystom
Rainbow jest członkiem Polskiej Izby Turystyki i jednym z założycieli Polskiego Związku Organizatorów Turystyki. Posiada jedną z najwyższych w Polsce gwarancji ubezpieczeniowych TU Europa i odprowadza składki na Turystyczny Fundusz Gwarancyjny.  Od 2010 roku w programie Rzetelna Firma.
Rainbow jest właścicielem ponad 100 własnych biur podróży w całym kraju, serwisu internetowego r.pl oraz aplikacji Rainbow; sprzedaż prowadzi również poprzez własne Call Center i za pośrednictwem agentów.
Spółka zatrudnia około 800 pracowników w centrali i oddziałach własnych, a także współpracuje z ponad 500 osobami w kurortach turystycznych.
Przychody ze sprzedaży za 2023 rok wyniosły 3,29 mld zł

## Historia
- 1990 – Grzegorz Baszczyński, Sławomir Wiesławski, Mariusz Rejmanowski oraz Sławomir Wysmyk założyli Rainbow Polska Sp. z o.o, firmę specjalizującą się w przewozie autokarowym do Londynu
- 1991 – Remigiusz Talarek i Tomasz Czapla założyli spółkę Globtroter s.c., która w 1996 roku została przekształcona w Globtroter Sp. z o.o.
- 2000 – połączenie Rainbow Polska Sp. z o.o. i Globtroter Sp. z o.o. Nowa spółka rozpoczęła działalność pod nazwą Rainbow Polska Sp. z o.o., używając nazwy handlowej Rainbow Tours.
- 2004 – powstanie Rainbow Tours SA. Akcje objęte przez Grzegorza Baszczyńskiego, Tomasza Czaplę, Remigiusza Talarka, Sławomira Wysmyka. W tym samym roku Rainbow Tours S A nabył Rainbow Polska Sp. z o.o. od jej udziałowców, założycieli Rainbow Tours S A.
- 2007 – debiut na rynku głównym Giełdy Papierów Wartościowych w Warszawie[10]
- 2014 – pierwsze długodystansowe bezpośrednie loty czarterowe z Polski: Varadero, Cancun, Bangkok.
- 2015 – rebranding marki[11], uproszczenie nazwy i logotypu, wprowadzenie nowej identyfikacji wizualnej i odświeżenie designu biur
- 2019 – Wprowadzenie aplikacji mobilnej dla telefonów z Androidem[12] i systemem IOS[13]
- 2019 – wprowadzenie nowej strategii Archipelag Beztroski i ujednolicenie identyfikacji wizualnej[14]
- 2022 – rozwój aplikacji o nowe funkcjonalności
- 2023 – nagroda brązowe Effie[15], przyznawana za najbardziej efektywne działania marketingowe, za kampanię "Król Egzotyki" w kategorii React & Defend
- 2024 – uruchomienie nowego programu lojalnościowego Bumerang[16], dzięki któremu im częściej Klienci wyjeżdżają, tym więcej środków do nich wraca - pierwszego tak działającego programu na rynku usług turystycznych.